# Valfloriana
Valfloriana és un municipi italià, dins de la província de Trento. L'any 2007 tenia 553 habitants. Limita amb els municipis d'Altrei (BZ), Baselga di Pinè, Capriana, Castello-Molina di Fiemme, Lona-Lases, Sover i Telve.

## Administració
| Període | Identitat       | Partit        |
| ------- | --------------- | ------------- |
| 2008-   | Graziano Lozzer | Llista cívica |